# Evinghoven
Evinghoven ist ein Ortsteil der Gemeinde Rommerskirchen im Rhein-Kreis Neuss in Nordrhein-Westfalen.

## Geografische Lage
Evinghoven liegt etwa 20 km nordwestlich von Köln und etwa 20 km südwestlich von Düsseldorf zwischen den Städten Grevenbroich, Dormagen und Pulheim im Bundesland Nordrhein-Westfalen. Westlich von Evinghoven liegt Deelen, südöstlich liegen die Ortschaften Anstel, Frixheim, Butzheim und Nettesheim, nördlich liegen Widdeshoven und Hoeningen. Östlich von Evinghoven verläuft der Strategische Bahndamm. Der Ort wird vom Gillbach durchflossen.

## Erscheinungsbild des Ortes

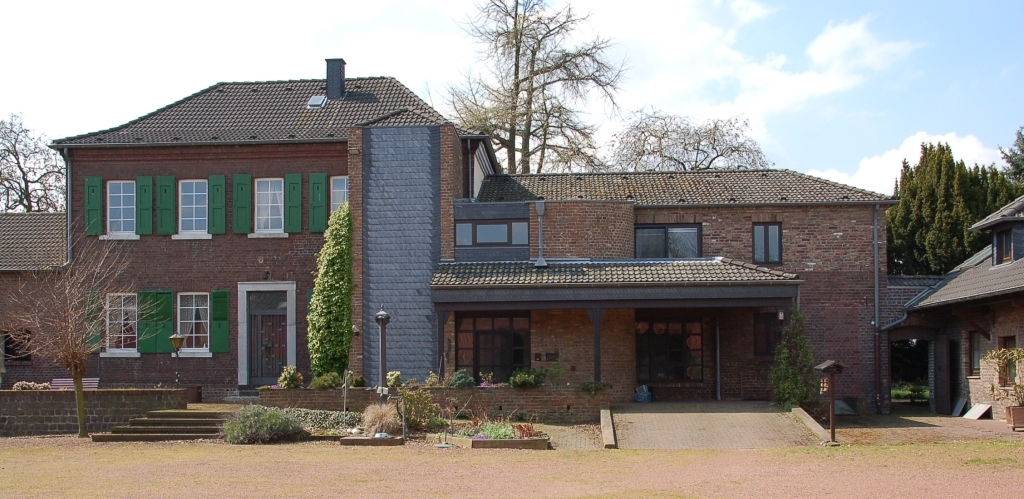
Innenhof von Neu Ikoven

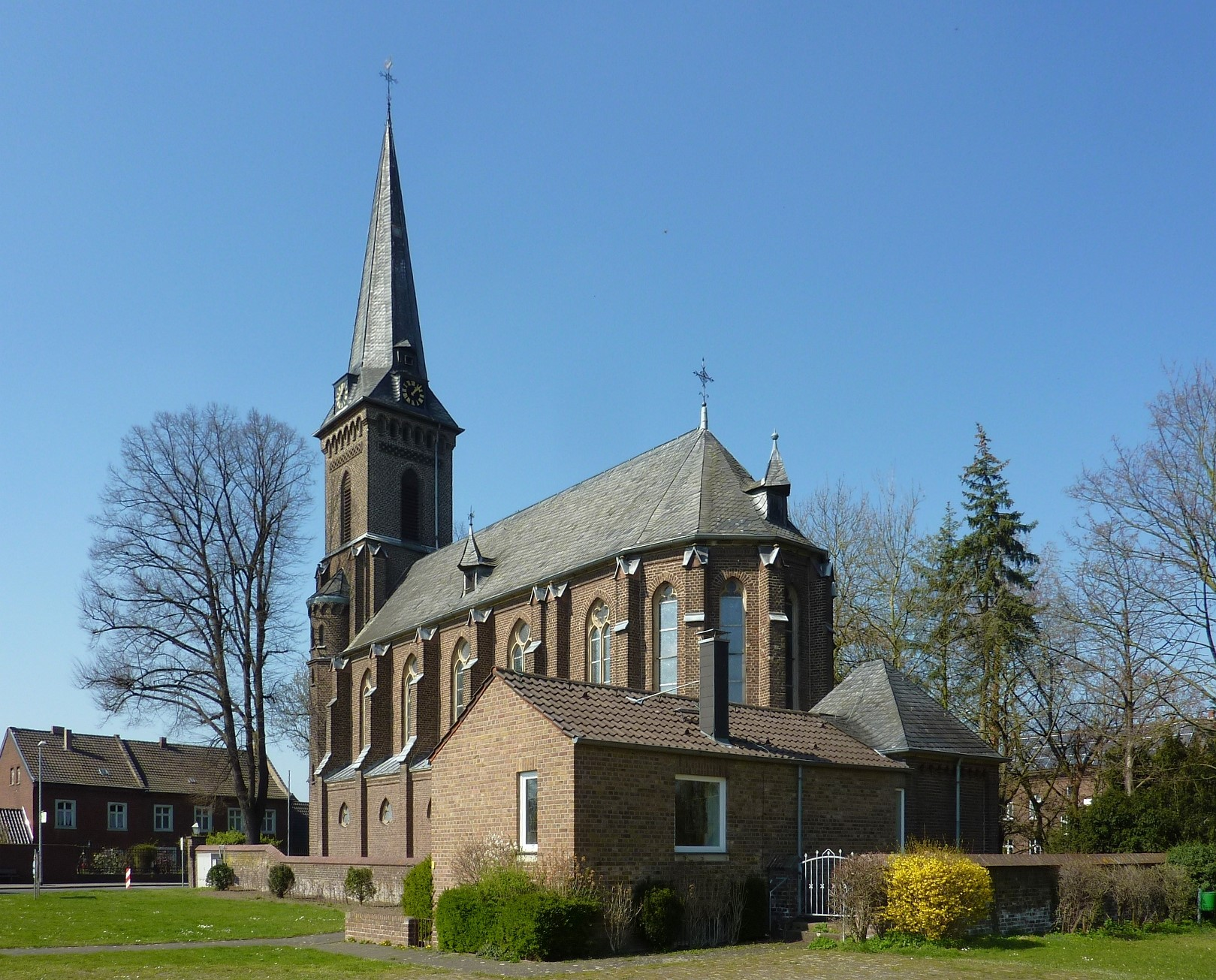
Kirche St. Antonius Eremit

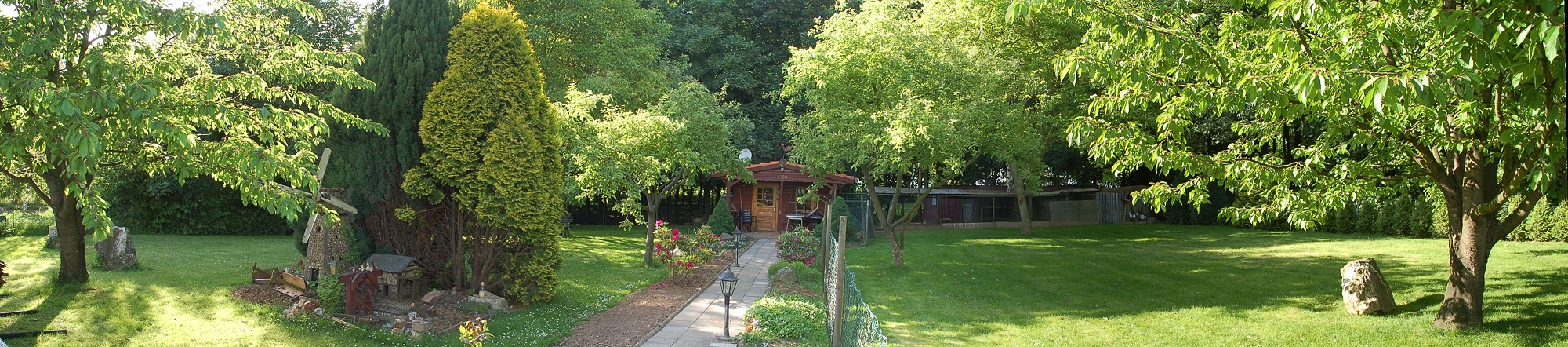
Engelskirchen

Das Zentrum bilden die neugotische Dorfkirche „St. Antonius Eremit“ mit ihrem knapp 40 Meter hohen Kirchturm und der Bereich um den Dorfplatz mit Gebäuden aus dem 18. Jahrhundert und älter. Weiterhin gliedert sich der Ort in mehrere Unterorte: der alten „Polen-Siedlung“ aus den 1950er Jahren, der so genannten „Rama-Siedlung“ aus den 1970er Jahren, der außerhalb gelegenen Hofesfeste (Burg) Alt-Ikoven aus der Mitte des 17. Jahrhunderts, dem prachtvollen klassizistischen Anwesen Neu-Ikoven, und der auf dem Berg Bollert angelegten, (68 m NN) inoffiziell als Engelskirchen bekannten Tierparkanlage.

## Geschichte

### Antike
Evinghoven kann, wie große Teile des Rheinlands, auf eine sehr lange Geschichte zurückblicken:
Bereits 200 v. Chr. siedelten im Gebiet der Gemeinde Rommerskirchen gallisch-keltische Stämme, die dort schon kultivierten Ackerbau betrieben. Im Jahr 54 v. Chr. kamen durch den gallischen Feldzug Gaius Julius Caesars die ersten römischen Besatzer an den Rhein, unterwarfen die dortigen Einheimischen und siedelten dort den mit ihnen verbündeten germanischen Stamm der Ubier an, was ihnen einen langfristigen Frieden garantierte. Seit dem Jahr 16 v. Chr. ließen sich die Römer dann dauerhaft in der Kölner Bucht nieder, wie die Legionslager Neuss und Dormagen zeigen. Um diese Lager sowie die zur Kolonie erhobene Stadt Claudia Ara Agrippinensium (Köln) bildeten sich schnell die ersten römisch-germanischen Dörfer, durch die angelegten römischen Fernstraßen konnte sich der Handel ausbreiten.
Mit der endgültigen Eingliederung der Region in das römische Reich im ersten nachchristlichen Jahrhundert begann dann die intensive Besiedelung der Gegend am Gillbach: Hervorgerufen nicht zuletzt durch die hervorragend für den Ackerbau geeigneten Böden, entstanden zahlreiche Landgüter (villae rusticae), von denen eine Vielzahl im Gemeindegebiet und immerhin drei im heutigen Evinghoven belegt (und teilweise erhalten) sind – bedenkt man die Ausmaße dieser antiken Luxuswohnstätten, kann man sich die enorme Bevölkerungsdichte auch schon zur Römerzeit vorstellen.
In Evinghoven ist insbesondere eine große Villa auf dem Bollert zu nennen (die kleine Straße dorthin heißt heute noch Burgacker und wurde vermutlich in der frühen Neuzeit nach den Überresten der Villa, die wohl als Burg gedeutet wurden, benannt). Durch ihre ideale Lage auf dem fruchtbaren Hügel oberhalb des Gillbachtals konnte sie sich bis ins 5. Jahrhundert halten.
Durch die intensive Landwirtschaft der Neuzeit sind dort allerdings oberflächlich nur noch Streufunde auszumachen, bei Luftbildaufnahmen zeigen sich aber deutliche Überreste – eine professionelle archäologische Grabung würde wohl einen Gebäudekomplex von enormer Größe freilegen.
Es gibt – neben Funden, die die Existenz zweier weiterer Villen belegen – auch noch andere römische Fundstellen in dem kleinen Ort: Erst 2004 wurden bei Ausschachtungen für einen Hausneubau nördlich des Ortes Überreste römischer Gräber entdeckt, die einige einzigartige Funde aufweisen konnten, die heute im Rheinischen Landesmuseum in Bonn zu finden sind.

### Mittelalter
Mit dem Zerfall des römischen Reiches und dem Abzug der Römer verfielen nach und nach auch die römischen Bauwerke im Gemeindegebiet – und mit Beginn des frühen Mittelalters konnte die Natur viele der vorher intensiv genutzten Ackerflächen wieder für sich zurückgewinnen, so war im 8. Jahrhundert nur noch ein Viertel der römischen Landfläche waldfrei.
Die nachweisbar ab dem 6. Jahrhundert rund um Evinghoven lebenden Franken (Reihengräberfunde zeugen von dieser Besiedelung aus dieser frühmittelalterlichen Zeit) lebten einfacher als die Einwanderer aus dem Süden: sie zogen den komplexen und luxuriösen Villen der Römer ihre hölzernen Pfahlbauten und Grubenhäuser vor.
Die Endung des Ortsnamens auf -hoven deutet auf eine fränkisch-merowingische Siedlung zur Zeit ab dem 7. Jahrhundert hin.
Römische Gebäude wurden als Steinbrüche, zunächst für Motten (Pfahlburgen) und Kapellen, im Hochmittelalter dann für Kirchen und Burgen, verwendet. So finden sich heute noch rund um Evinghoven römische Inschriften in den Wandsteinen mittelalterlicher Kirchen (Oekoven, Hoeningen, Ramrath, Rommerskirchen).
In der Ortschaft Evinghoven sind offenkundig keine mittelalterlichen Bauwerke mehr erhalten. Allerdings ist belegt, dass bis ins 14. Jahrhundert in Evinghoven sogar Wein angebaut wurde; die Hanglage des Bollerts in Richtung Süden brachte gute Voraussetzungen für das im Mittelalter – nicht nur – in Kirchen und Klöstern beliebte Getränk. Erst mit dem Klimawandel zu Beginn der Neuzeit wurde Evinghoven wohl wieder zu einem Ort des reinen Ackerbaus.

### Frühe Neuzeit

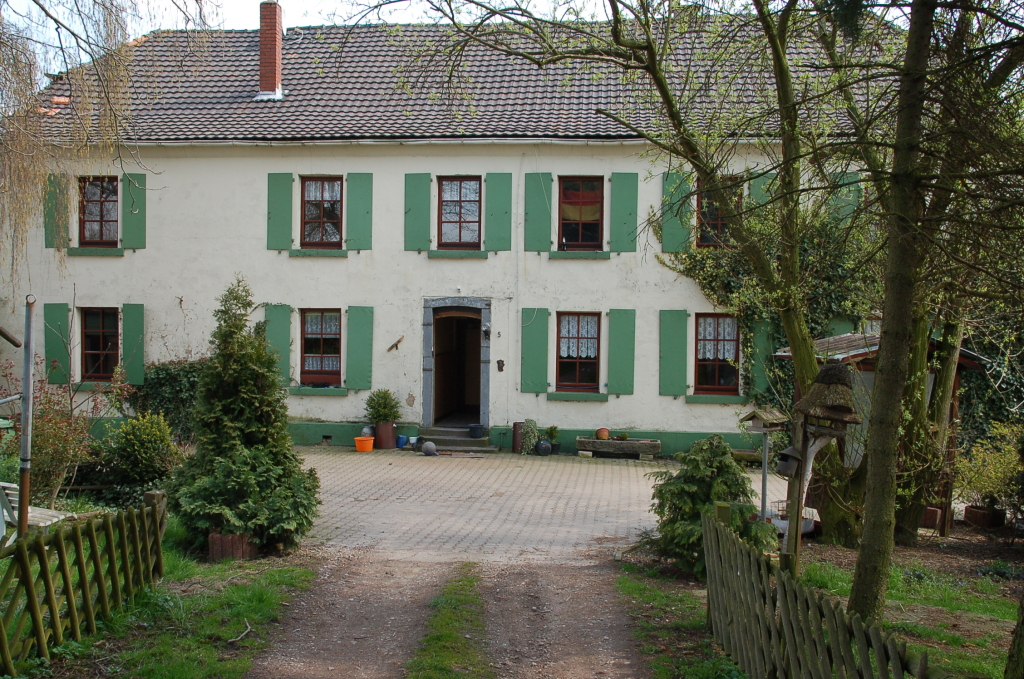
Alt Ikoven

Aus der frühen Neuzeit sind zahlreiche Bauwerke belegt. So weist Alt-Ikoven die Strukturen einer – von einem Wassergraben geschützten – Hofesfeste des 16. Jahrhunderts auf, viele andere Höfe in und um Evinghoven haben ihre Ursprünge im 17. Jahrhundert, als die Gegend zeitweise kurkölnisch war und zeitweise zum Herzogtum Jülich gehörte.
Aus dem 18. Jahrhundert gibt es viele Gebäude in Evinghoven: Insbesondere rund um den heutigen Dorfplatz stammen fast alle Gebäude aus der Zeit zwischen 1700 und 1800, leider sieht man nicht bei allen sofort die historische Bausubstanz, da in den 1960er, 1970er und 1980er Jahren viele Fachwerk- oder Backsteinfassaden durch Klinker und Aluminiumfenster verunstaltet wurden. Schaut man aber von der Feld- und Gartenseite auf das Dorf, kann man die historische Bausubstanz sehr gut erkennen.
Zu vermuten ist weiterhin, dass die vielfach vorhandenen Kellergewölbe der älteren Gebäude im Ortskern sogar noch wesentlich älteren Baudatums als das Haus selber sind – vereinzelt sollen sogar noch spätmittelalterliche Spuren in diesen Tonnengewölben auszumachen sein.

### Neuzeit
Nach dem Einmarsch der Franzosen 1794 wurde das linksrheinische Gebiet französisch. 1798 wurde das Rheinland von den Franzosen in vier Departements (Rur/Roer, Rhein-Mosel, Saar und Donnersberg) aufgeteilt. Die Departements waren unterteilt in Arrondissements/etwa Regierungsbezirke, diese wiederum in Cantone/etwa Kreise und diese wieder in Mairien/Bürgermeistereien. 1801 wurde die Mairie Evinghoven gegründet. Sie gehörte zum Kanton Elsen (GV) und das wiederum gehörte zum Arrondissement de Cologne im Département de la Roer.
Nach dem Abzug der französischen Besatzungstruppen infolge des Zusammenbruchs des napoleonischen Reiches 1814 wurde das katholisch geprägte Rheinland beim Wiener Kongress dem protestantischen Preußen zugesprochen. Es änderten sich zwar Staatsangehörigkeit und Amtssprache, an der Verwaltungsgliederung änderte dies aber wenig. Mit kleinen Änderungen blieb die preußische Gemeindeordnung von 1845 bis 1918 in Kraft. Evinghoven kam zur preußischen Provinz Kleve-Jülich-Berg, die 1822 der Rheinprovinz zugeschlagen wurde. 1816 entstand die Bürgermeisterei Evinghoven, die 1839 aus den drei Gemeinden Oekoven (mit Deelen, Ückinghoven und Evinghoven), Hoeningen (mit Widdeshoven, Ramrath und Villau) und Broich bestand. Zunächst wurde Evinghoven Sitz dieser neuer Bürgermeisterei. Das „alte Rathaus“ zeugt immer noch von dieser Zeit.
Aus der Zeit der Jahrhundertwende stammen mehrere Gebäude, auch die Pfarrkirche St. Antonius Eremit wurde im letzten Jahrzehnt des 19. Jahrhunderts erbaut.
Nach dem Zweiten Weltkrieg wurde die nördliche „Siedlung“ errichtet, in die Flüchtlinge aus den ehemaligen deutschen Ostgebieten zogen. Bei den Einheimischen wird dieses etwas außerhalb gelegene Gebiet deswegen noch vielfach als „Polen-Siedlung“ bezeichnet.
Das am 31. Dezember 1974 aufgelöste Amt Evinghoven bestand aus den amtsangehörigen Gemeinden Hoeningen und Oekoven. Am 30. Juni 1974 zählte es 2828 Einwohner auf 18,77 km² und hatte damit eine Einwohnerdichte von 151 Einwohnern je km².

### Bürgermeister
- 1798–1800 Anton Schmitz (Municipal-Agent)
- 1800–1811 Anton Schmitz
- 1812–1835 Franz-Ferdinand Weigold
- 1836      Johann Peter Weigold (komm. Bürgermeister)
- 1836–1837 Ferdinand Nippen
- 1837      Wilms
- 1838–1839 Wilhelm Marseille
- 1839–1847 Christian Wilhelm Grund
- 1847–1850 Wilhelm Schwarz
- 1850–1863 Moritz Wermelskirchen
- 1863–1873 Peter Johann Schroeder
- 1873–1882 Johann Peter Salbach
- 1883–1885 Eugen Nicodem
- 1885–1886 Bertrams
- 1886–1915 Heinrich Dahmen
- 1916–1919 Wihsmann
- 1919–1933 Adolf Schmitz
- 1934–1945 Hans Corsten

Die letzten Amtsträger waren bis zum 31. Dezember 1974:
- Amtsbürgermeister: Wilhelm Baum (CDU)
- Stellvertreter: Christian Müller (CDU)
- Amtsdirektor: Peter Welter
- allgem. Vertreter: Heinrich Bös

## Vereine und Einrichtungen

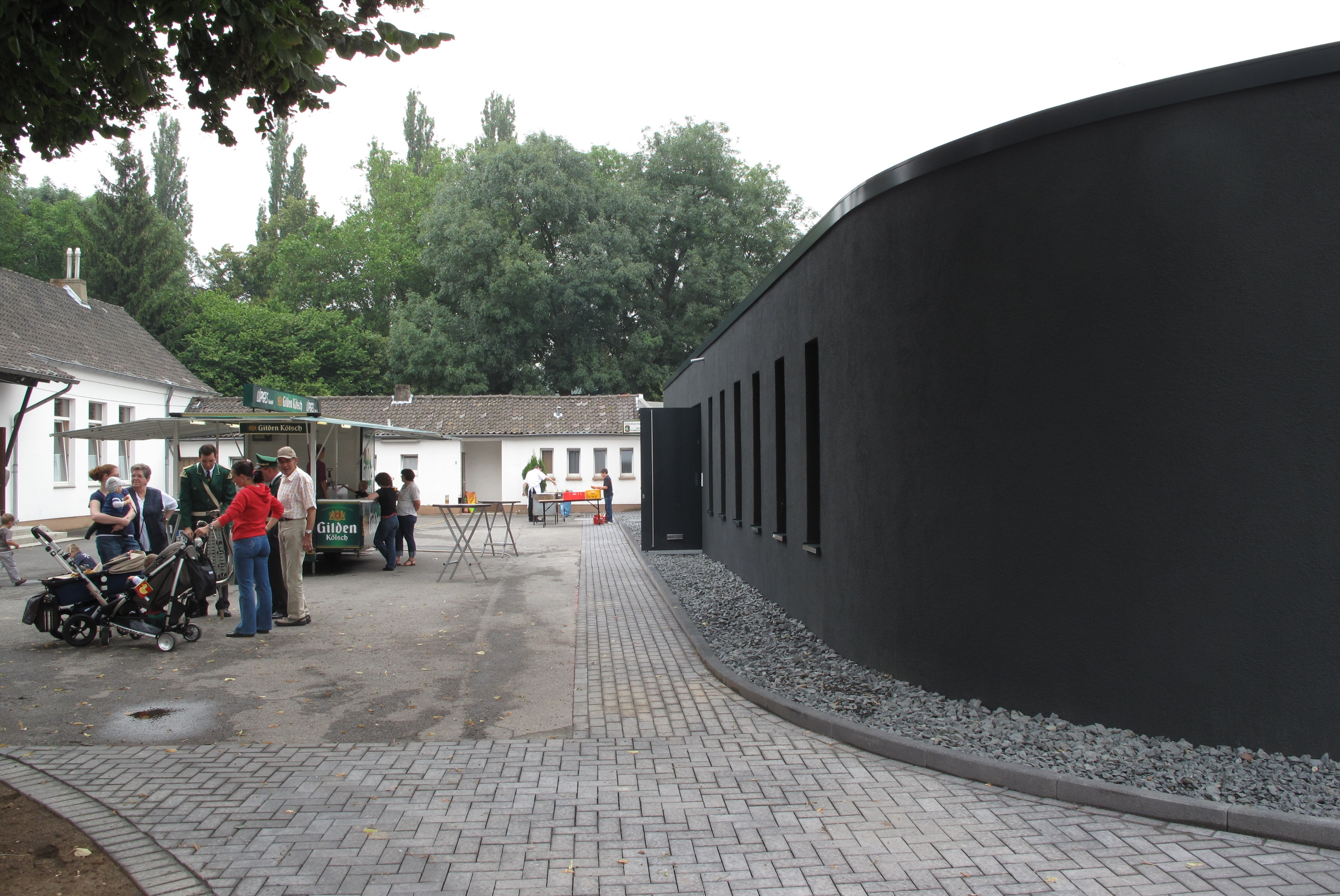
Das neue Feuerwehrhaus

Neben den Einrichtungen der katholischen Kirche (Pfarrbücherei, Frauenverein) befinden sich auch ein Kindergarten und ein eigener Löschzug der Freiwilligen Feuerwehr Rommerskirchen im Ort.
Das alte Feuerwehrhaus wurde abgerissen und es erfolgt ein Neubau an gleicher Stelle. Am 8. August 2009 konnte das neue Gebäude eingeweiht werden.
Der Bürgerschützenverein darf wohl als größte Vereinigung des Ortes gesehen werden, fast die Hälfte der Evinghovener ist in ihm und den angeschlossenen Schützenzügen organisiert. Das alljährliche Schützenfest stellt, wie in vielen rheinischen Ortschaften, den Höhepunkt nicht nur für die „Ureinwohner“ dar.
1976 wurde der Schießsportverein „Sportschützen Evinghoven e. V. 1976“ gegründet. Seine Mitglieder errichteten nicht nur in Eigenleistung die gesamte Sportstätte (Schießhalle und Gemeinschaftsraum), sondern errangen im Laufe der Jahre zahlreiche Preise – bis zur Landesmeisterschaft. Sportwaffen sind ausschließlich Luftdruckwaffen (Gewehr und Pistole).
1986 gründete sich in Evinghoven ein Amateurtheaterverein mit dem Namen „Gillbachbühne-Evinghoven“. Diese Laientheatergruppe führt seitdem jährlich kurz nach dem Jahreswechsel Stücke aus dem Boulevardtheater auf. Die Ursprünge dieses Theaters gehen zurück auf die 1920er Jahre.

## Wirtschaft und Infrastruktur
Die Tagebaue und Kraftwerke der Rheinbraun bzw. RWE in Grevenbroich und die Chemiefabrik Bayer in Dormagen wurden für viele Evinghovener Arbeitgeber; Mitte der 1970er Jahre hatte sich das Bauerndorf endgültig zum Pendler-Ort gewandelt. Davon zeugen nicht zuletzt weitere Neubauten außerhalb des Dorfkerns.
Auch der Wandel vom sekundären zum tertiären Sektor hat vor dem kleinen rheinischen Dorf nicht Halt gemacht: Ein Großteil der heute in Evinghoven wohnenden Bevölkerung ist mittlerweile in Dienstleistungsberufen in den im 30-Kilometer-Umkreis liegenden Großstädten Düsseldorf, Köln, Neuss oder Mönchengladbach beschäftigt. Landwirtschaft und auch Großindustrie spielen für Arbeitsplätze im Ort nur noch eine geringe Rolle.

## Aktuelle Entwicklung
Die Großbaustelle, die die Durchfahrt durch den Ort einschränkte, ist seit Dezember 2008 beseitigt. Die Ortsdurchfahrt Widdeshoven ist von/nach Evinghoven eingeschränkt befahrbar. Des Weiteren ist beabsichtigt, auf der Kirchwiese im Ortsmittelpunkt einen Brunnen zu errichten und Bänke und Bäume aufzustellen, so dass hier in der warmen Jahreszeit ein Treffpunkt für alle Evinghovener entsteht.

## Medien
- Neuss-Grevenbroicher-Zeitung – regionale Tageszeitung, Neusser Zeitungsverlag GmbH
- Schaufenster – lokales Anzeigenblatt (Dienstag), Neusser Zeitungsverlag GmbH
- Rheinischer Anzeiger – lokales Anzeigenblatt (Mittwoch), Neusser Zeitungsverlag GmbH
- Erft-Kurier -lokales Anzeigenblatt (Dienstag) Neusser Zeitungsverlag GmbH
- NEWS 89,4 – lokaler Radiosender (täglich), Neusser Zeitungsverlag GmbH
- Internetseite evinghoven.info

## Bilder

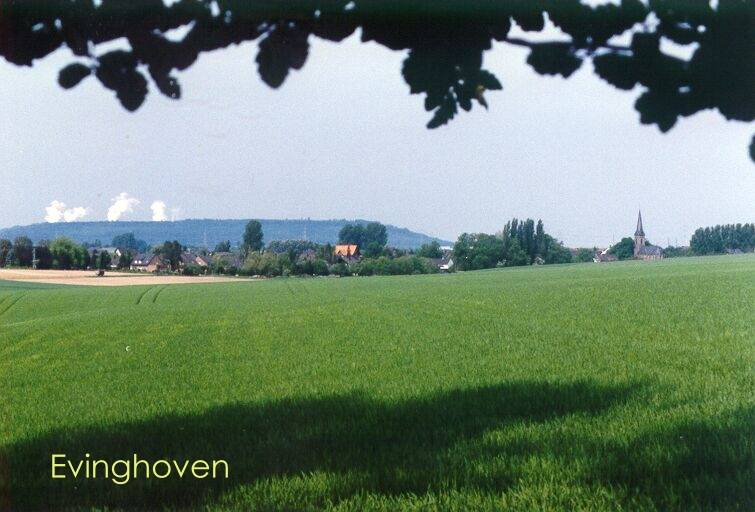
Ansicht vom Bahndamm
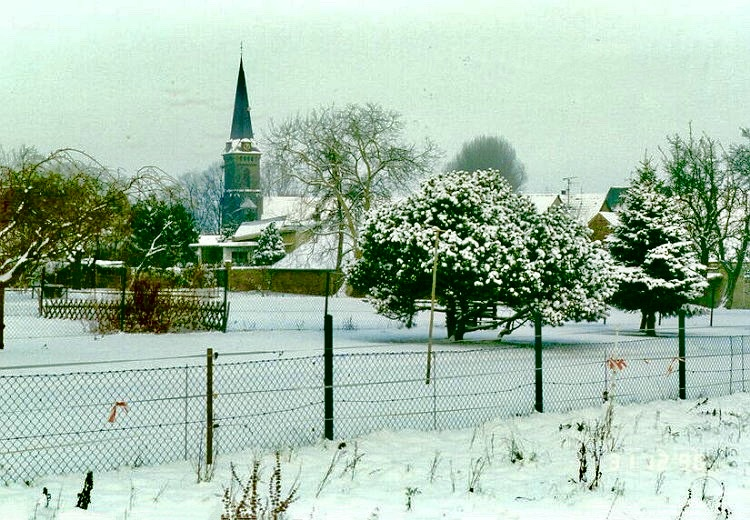
Winteransicht
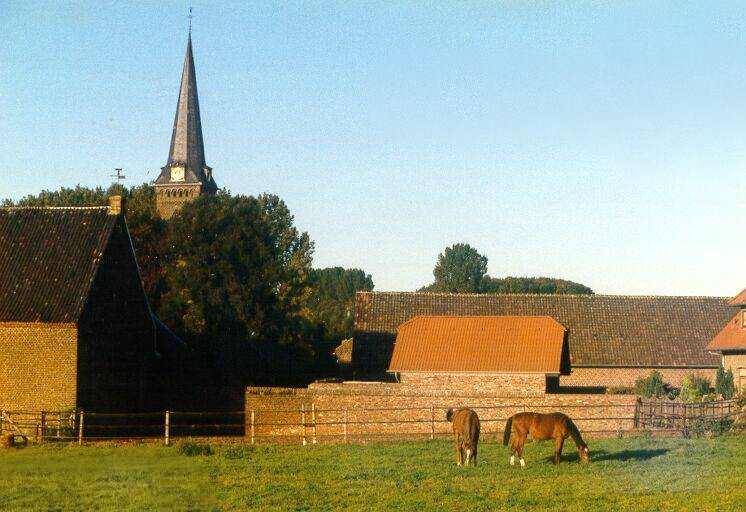
Hinter dem Antoniterhof
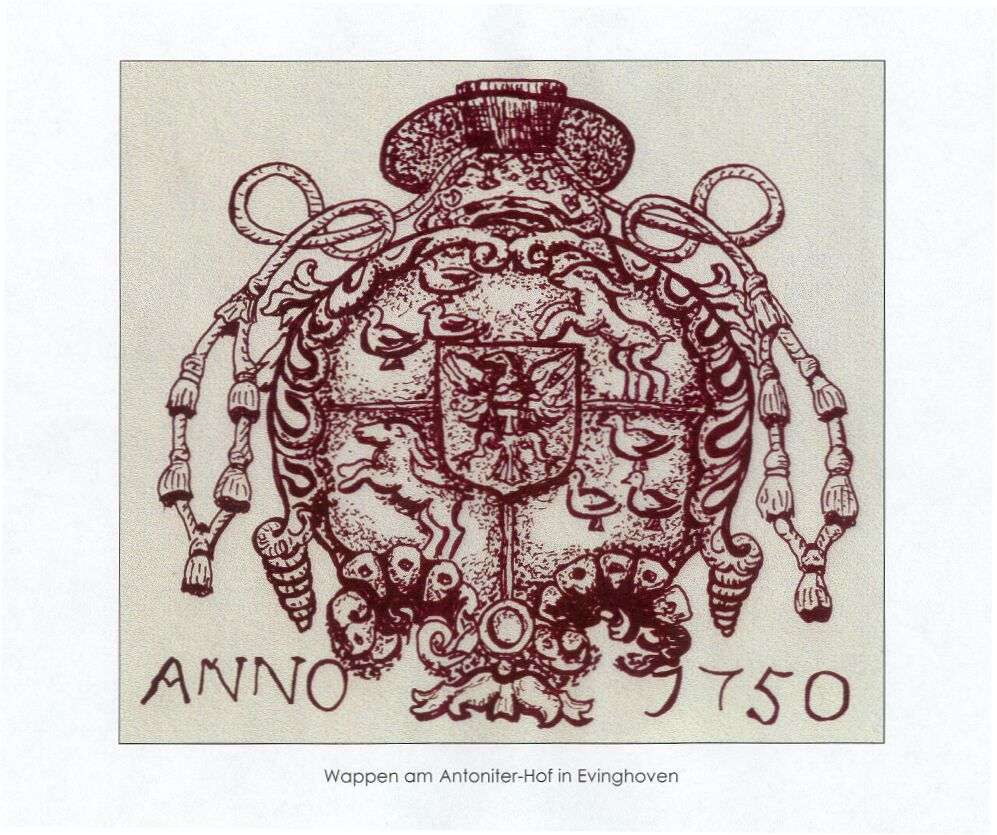
Wappenstein vom Antoniterhof
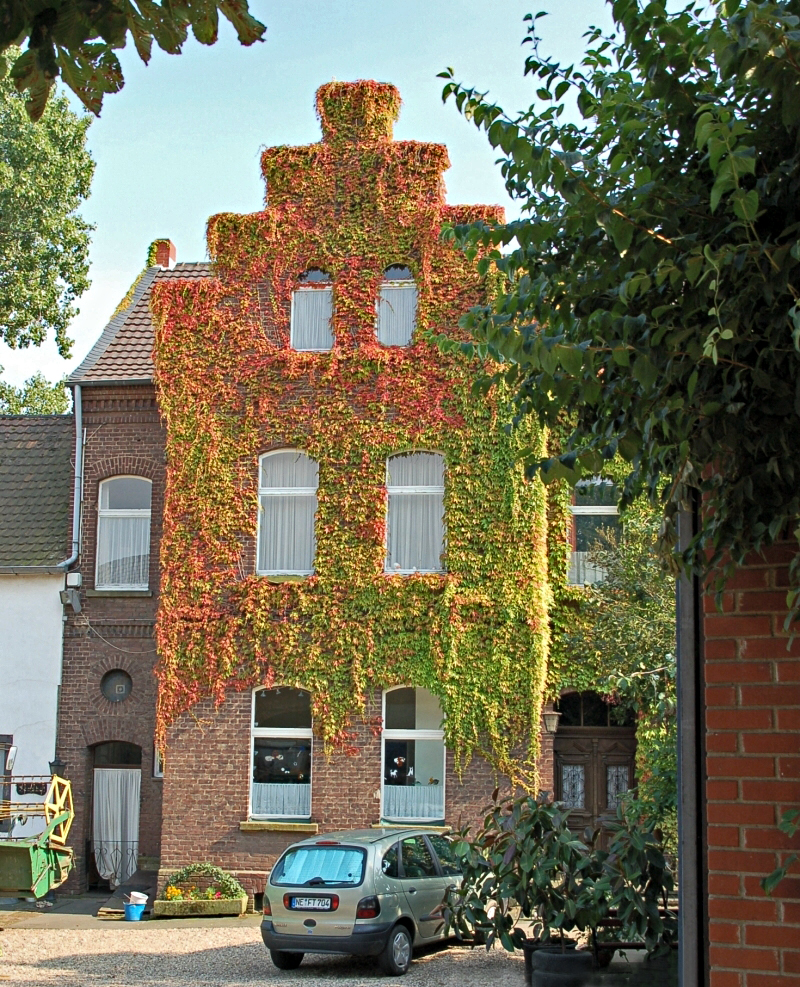
Der Henshof
St. Antonius
Eis am Baum
Kurz vor Weihnachten
Gillbach im Herbst
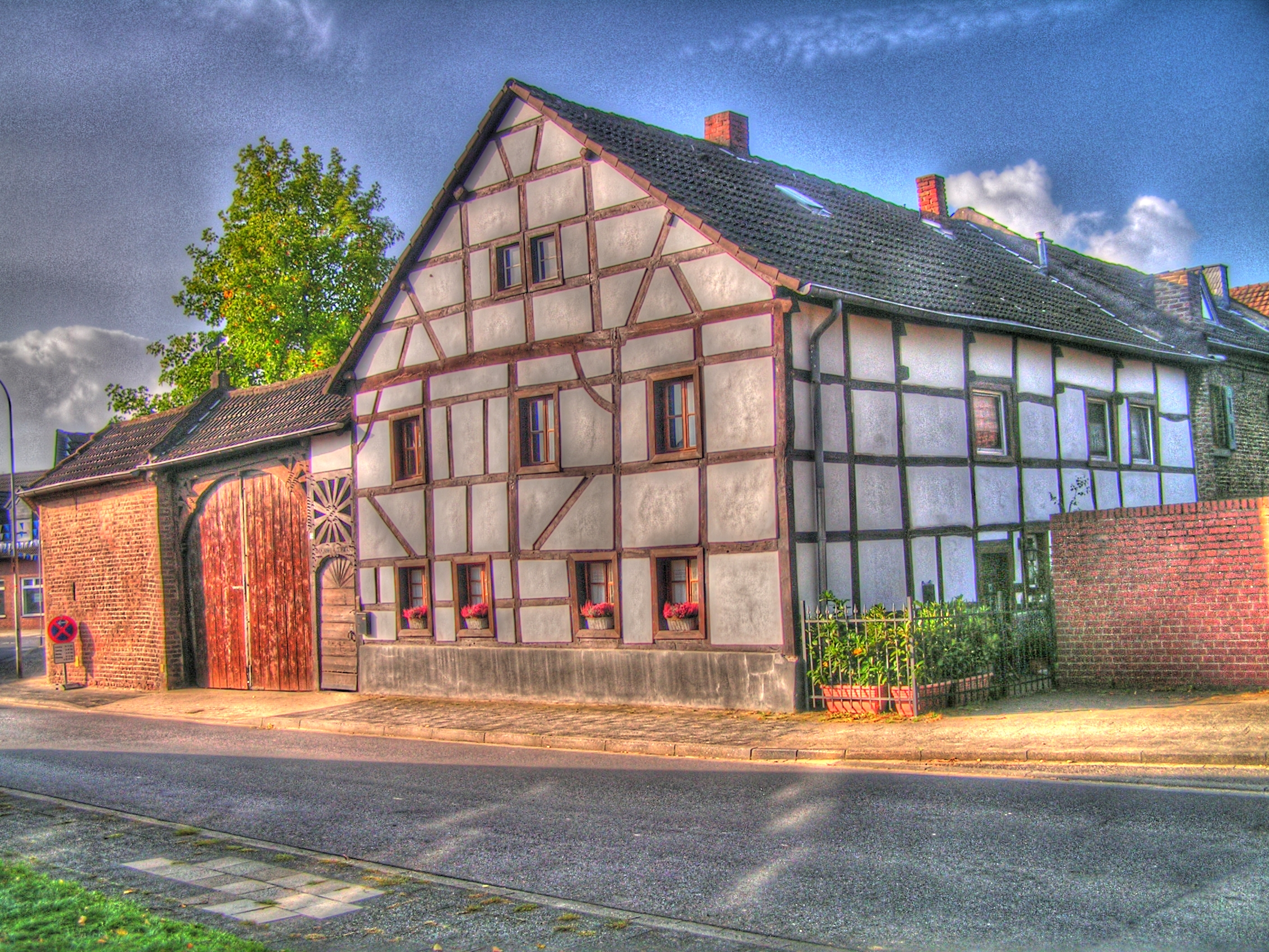
Fachwerkhaus aus dem 18. Jahrhundert